# Leptothorax sevanensis
Leptothorax sevanensis är en myrart som beskrevs av Arnol'di 1977. Leptothorax sevanensis ingår i släktet smalmyror, och familjen myror. Inga underarter finns listade i Catalogue of Life.